# San Luis Potosí (ciutat)
San Luis Potosí és la ciutat més gran i capital de l'estat mexicà homònim, localitzada a 363 km al nord-est de la ciutat de Mèxic. El 2005 tenia 730.950 habitants, encara que l'àrea metropolitana que abasta altres 7 municipis més, tenia 1.085.000 habitants, la desena àrea metropolitana més poblada de Mèxic.

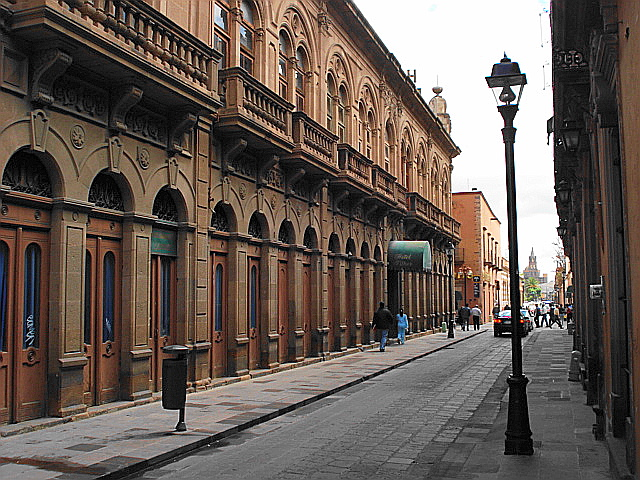
Carrer Universitat del Centre Històric de San Luis Potosí

Encara que es va establir una missió franciscana a l'àrea des de 1583, la ciutat va ser fundada el 1592. Durant l'època del virregnat de la Nova Espanya va ser considerada un dels centres miners més importants de l'imperi espanyol (amb una important producció d'or i plata), a més d'un important centre agrícola, comercial i cultural. Va ser anomenada San Luis Potosí en referència a les altres mines del virregnat, de Potosí (Bolívia), que s'havien descobert quaranta anys abans.
Avui dia l'activitat minera ha decaigut, i l'activitat més important de la ciutat és la indústria de la manufactura, així com l'exportació dels productes agrícoles i de la ramaderia.